# Bill Lancaster (acteur)
Pour les articles homonymes, voir Bill Lancaster et Lancaster.
Bill Lancaster est un acteur et scénariste américain, né le 17 novembre 1947 à Los Angeles en Californie et mort dans cette même ville le 4 janvier 1997.
Il est le fils de Burt Lancaster et beau-fils d’Ernie Kovacs (1919-1962).

## Biographie

### Jeunesse
Bill Lancaster est né le 17 novembre 1947 à Los Angeles en Californie, fils de l’acteur Burt Lancaster (1913-1994) et de Norma Anderson (1917–1988).

### Carrière
En 1967, Bill Lancaster, alors sosie de son père, apparaît à la télévision dans un épisode intitulé Nuit dans une petite ville (Night in a Small Town) de la série télévisée La Grande Vallée (The Big Valley) aux côtés de Barbara Stanwyck, Richard Long, Lee Majors et Linda Evans.
En 1974, sous le nom de William Lancaster, il joue le rôle d’Arthur King, le petit ami d'une étudiante assassinée, dans le long métrage Le flic se rebiffe (The Midnight Man) de Roland Kibbee, avec son père en tant qu’acteur et coréalisateur. Dans la même année, pour la télévision, il endosse les costumes du jeune Moïse dans le film Moïse, les dix commandements.
Il est plus connu en tant que scénariste pour La Chouette Équipe (The Bad News Bears) de Michael Ritchie, sorti en 1976, ainsi que le troisième volet The Bad News Bears go to Japan de John Berry (1978) et notamment pour avoir adapté la nouvelle Who Goes There? de John W. Campbell (1938) au profit du film de science-fiction horrifique The Thing de John Carpenter (1982).
En 1982, il se penche sur la première version du scénario adaptant le roman Charlie (Firestarter) de Stephen King (1980) pour John Carpenter. Quelques mois plus tard dans la même année, ce dernier engage Bill Phillips pour retravailler sur le scénario de Bill Lancaster. En raison de l’échec commercial du film The Thing, Universal Studios fait remplacer John Carpenter par Mark L. Lester.

### Vie privée
En juin 1965, Bill Lancaster se marie à Kippie Kovacs, fille de l’humoristique Ernie Kovacs, avec qui il a une fille Keigh Kristin (1966-2017).

### Mort
Il meurt à 49 ans à la suite d'un arrêt cardio-circulatoire et repose au Westwood Village Memorial Park Cemetery à Los Angeles.

## Filmographie

### En tant qu’acteur
Séries télévisées
- 1967 : La Grande Vallée (The Big Valley) : le second garçon (saison 3, épisode 5 : Nuit dans une petite ville (Night in a Small Town))

Film
- 1974 : Le flic se rebiffe (The Midnight Man) : Arthur King (sous le nom de William Lancaster)
- 1975 : Moïse (Mosè) de Gianfranco De Bosio

### En tant que scénariste
Films
- 1976 : La Chouette Équipe (The Bad News Bears) de Michael Ritchie
- 1978 : La Chouette Équipe au Japon (The Bad News Bears go to Japan) de John Berry
- 1982 : The Thing de John Carpenter

## Récompense
- Writers Guild of America 1977 : Meilleure comédie La Chouette Équipe (The Bad News Bears)